# Ouroux-sur-Saône
Ouroux-sur-Saône – miejscowość i gmina we Francji, w regionie Burgundia-Franche-Comté, w departamencie Saona i Loara.
Według danych na rok 1990 gminę zamieszkiwały 2294 osoby, a gęstość zaludnienia wynosiła 101 osób/km² (wśród 2044 gmin Burgundii Ouroux-sur-Saône plasuje się na 88. miejscu pod względem liczby ludności, natomiast pod względem powierzchni na miejscu 351.).